# Teispes
Teispes (en griego antiguo: Τεΐσπης, romanizado: Teispēs, en persa antiguo: 𐎨𐎡𐏁𐎱𐎡𐏁, romanizado: Čiŝpiŝ; en idioma acadio: 𒅆𒅖𒉿𒅖 Šîšpîš, en idioma elamita: Zi-iš-pi-iš)  fue un líder persa que, de acuerdo con las inscripciones de sus sucesores, llevaba el título de rey de Anshan. 

## Historia
Era el bisabuelo de Ciro II el Grande. Nacido tal vez a fines del siglo VIII a. C.  o comienzos del siglo VII a. C., se lo menciona como hijo del legendario Aquemenes. Su reinado finaliza en 640 a. C., fecha supuesta de su muerte. No se conocen fuentes de su propio reinado, aunque es aludido en inscripciones de reyes posteriores y por el historiador griego Heródoto de Halicarnaso:
- Heródoto menciona a Teispes en una lista genealógica de la dinastía aqueménida, pero lo hace de modo evidentemente erróneo: hay dos Teispes, uno hijo de Aquemenes y padre de Cambises, y otro hijo de Ciro y padre de Ariaramnes.
- Un sello cilíndrico hallado en Persépolis contiene la inscripción «Ciro el anshanita, hijo de Teispes» en idioma elamita. Era propiedad de su hijo y sucesor, Ciro I.
- En el llamado Cilindro de Ciro (un depósito de fundación babilonio), Ciro II el Grande dice que: «Soy Ciro, rey del mundo, gran rey, rey poderoso, rey de Anshan, hijo de Cambises, gran rey, rey de Anshan, nieto de Ciro, gran rey, rey de Anshan, descendiente de Teispes, gran rey, rey de Anshan».
- En la Inscripción de Behistún, Darío I figura como hijo de Aquemenes y padre de su propio antepasado Ariaramnes.
- Una inscripción firmada por Ariaramnes menciona asimismo a Teispes. Se trata probablemente de una falsificación obra de reyes persas posteriores, descendientes Darío I y de Ariaramnes.

Sumando la información —no contradictoria— de Behistún y de las inscripciones de Ciro II el Grande y de Ciro I, es posible concluir que Teispes, hijo de Aquemenes, tuvo dos hijos, Ciro I y Ariaramnes, los cuales fundaron dos ramas paralelas de la dinastía aqueménida, de las que serían miembros, respectivamente, Ciro IIel Grande y Darío I. Sin embargo, algunos autores, han notado que, mientras Darío I insiste constantemente en su filiación con Aquemenes, este no es mencionado ni por Ciro IIel Grande ni por Ciro I. Esto sería debido, argumentan, a que ni ellos ni Teispes eran de hecho descendientes de Aquemenes. Así, la mención de Teispes en la genealogía de Behistún sería un intento por parte de Darío I de legitimar su usurpación del trono mediante la inclusión de la dinastía téispida (y particularmente a Ciro II el Grande) en su propia familia aqueménida.

## Nombre
La versión del nombre en persa antiguo es Čišpiš; Walther Hinz y Heidemarie Koch lo interpretan como *Čaišpiš, pero parece ser incorrecto. Rüdiger Schmitt considera el nombre «probablemente iranio», mientras que Jan Tavernier dice que también podría ser elamita. En cualquier caso, la etimología es desconocida. Probablemente no esté relacionado ni con el nombre del dios hurrita de las tormentas Teshub ni con el nombre del rey cimerio Teuspa. Su relación con el nombre de pila (elamita) 𒍝𒆜𒉿𒆜𒅆𒅀 Zaišpîšiya no está clara; Hinz cree que representa una forma adjetival del nombre, *Čaišpišya, pero Schmitt prefiere la lectura *Čašpišya  y dice que los dos nombres no están relacionados.
Vasily Abayev propuso que Čišpiš representa una forma iraní del indio antiguo sú-śiśvi, que significa ‘crecer bien’. János Harmatta sugirió una posible relación con el sogdiano čp'yš, que significa ‘líder’. Tavernier, sin embargo, no cree que ninguna de las dos propuestas sea convincente. Otra derivación iraní propuesta por Wojciech Skalmowski es que el nombre es un compuesto relacionado con el indio antiguo cit-, ‘pensamiento, inteligencia’, y pi-, ‘hincharse, desbordarse’.
En cuanto a las derivaciones elamitas, Tavernier dice que no se ha encontrado ninguna adecuada.  La raíz verbal piš-, que significa ‘renovar, restaurar’, se encuentra efectivamente en algunos nombres elamitas, pero la primera parte es difícil de interpretar. Tavernier sugiere una posible conexión con šišnali, ‘bello’, que aparece como šiš en algunos compuestos; un nombre elamita *Šišpiš podría significar entonces ‘renovar lo bello’. Sin embargo, esto no explicaría por qué el nombre se escribe Zišpiš en elamita, ya que šišnali sólo se escribe con š.
Otra persona llamada Čišpiš también está atestiguada en las tablillas de la Fortaleza de Persépolis . Este personaje se menciona en tablillas de los años 503 y 502 a. C. como receptor de diversas cantidades de grano, y se asocia con un lugar de Elam llamado Zila-Umpan.